# Kinter Oszkár
Kinter Oszkár (Miskolc, 1983. november 1. –) magyar modell, műsorvezető. A Cool TV egykori műsorvezetője.

## Élete
Kinter Oszkár tizenkilenc évesen már egy első osztályú étterem üzletvezetője volt, majd saját éttermet épített, és amikor megtalálta a modellszakma, már Budapest egyik legnagyobb szórakozóhelyének üzletvezetője volt. Fiatal kora ellenére már a világ számos országába eljutott modell munkái révén, New Yorktól Hongkongig.

## Magánélete
Négy éves kora óta síel, de emellett hobbija a szörfözés, tenisz, úszás, wakeboard, kosárlabda, kézi- és röplabda, és a küzdősportok.
Huszonegy éves korában feleségül vette tíz évvel idősebb barátnőjét. Rosszul végződött házassága után került a fővárosba. Párkapcsolatban él Kriszta nevű barátnőjével. Magánéletét erősen óvja.

## Díjai
- 2007 Backstage Passport díj - Legjobb Férfimodell

## Munkái
2009-ig volt a Cool TV műsorvezetője, ahol főleg Valkó Eszterrel, Horváth Évával, Orosz Barbarával, Zimány Lindával, Müller Attilával és Nagy Zsolt "Leo"-val is vezetett műsort.
Tévés szerepei műsorvezetőként
- Cool Star - Kemény bulvár
- Cool Live
- Vihar a biliben
- Srácok - Délutáni őrjöngés
- I Love Balaton

Tévés szerepei szereplőként
- Celeb vagyok, ments ki innen! RTL Klubon
- Vacsoracsata RTL Klubon (első szereplésekor 2., majd 3. hely)
- Hal a tortán TV2-n
- Kész átverés

## Külső hivatkozás
- Kinter Oszkár a PORT.hu-n (magyarul)